# 巨大なる戦場
『巨大なる戦場』（きょだいなるせんじょう、原題：Cast a Giant Shadow）は1966年のアメリカ合衆国の映画。
実在の人物であるアメリカ陸軍大佐ミッキー・マーカスの伝記を元に、メルヴィルが自らシナリオを執筆、製作・監督している。

## キャスト
※括弧内は日本語吹替（初回放送1971年7月12日『月曜ロードショー』）
- デビッド・マーカス（ミッキー・マーカス）大佐：カーク・ダグラス（久松保夫）
- マグダ・サイモン：センタ・バーガー（平井道子）
- ヴィンス・タルマッジ：フランク・シナトラ（納谷悟朗）
- エマ・マーカス：アンジー・ディキンソン（瀬能礼子）
- アッシャー：ユル・ブリンナー（小林修）
- マイク・ランドルフ将軍：ジョン・ウェイン（小林昭二）
- サフィル少佐：ジェームズ・ドナルド（石原良）
- ジェイコブ・シオン：ルーサー・アドラー
- 英軍将校：ジェレミー・ケンプ
- ジープ運転手：マイケル・ダグラス ※ノンクレジット[4]

## スタッフ
- 監督：メルヴィル・シェイヴルソン（英語版）
- 製作：メルヴィル・シェイヴルソン
- 原作：テッド・バークマン（英語版）
- 脚本：メルヴィル・シェイヴルソン
- 撮影：アルド・トンティ（英語版）
- 音楽：エルマー・バーンスタイン